# Stella Steyn
Stella Steyn (* 26. Dezember 1907 in Dublin; † 21. Juli 1987 in London) war eine irische Malerin und die einzige irische Bauhaus-Schülerin.

## Leben
Stella Steyn war die Tochter des jüdischen Zahnarztehepaars William und Bertha Steyn. Sie studierte am Alexandra College in Dublin und ab 1924 an der Dublin Metropolitan School of Art. 1926 ging sie zum Studium nach Paris, wo sie eine Affäre mit dem ebenfalls aus Dublin stammenden Samuel Beckett hatte. 1931 schrieb sie sich am Bauhaus in Dessau ein und belegte den Vorkurs bei Josef Albers. Am Bauhaus malte sie einige Gemälde mit Elementen, die spielerisch das Industrielle heraufbeschworen. Nachdem die NSDAP die Gemeindewahl in Dessau gewonnen hatte und 1932 die Schließung des staatlichen Bauhauses durchsetzte, kehrte Steyn nach Irland zurück. Später distanzierte sie sich von ihrer Studienzeit am Bauhaus und bezeichnete sie als falschen Schritt.